# دهستان انصار
دهستان انصار نام دهستانی در بخش مرکزی شهرستان تکاب، استان آذربایجان غربی در ایران است. بزرگ‌ترین روستا و مرکز این دهستان، روستای دورباش می‌باشد. از روستاهای بزرگ این دهستان می‌توان روستای قرخلو و روستای سبیل را نام برد.
براساس سرشماری مرکز آمار ایران در سال ۱۳۹۵، جمعیت این دهستان برابر با ۴٬۲۴۲ نفر (۱٬۲۵۹ خانوار) بوده‌است. 